# 莉泽尔·许贝尔
莉泽尔·许贝尔（英語：Liezel Huber，1976年8月21日—），南非/美国女子职业网球运动员，曾获得温布尔登网球锦标赛女子双打（2005年、2007年）和澳大利亚网球公开赛女子双打（2007年）冠军；至於在單打方面，則只有在2001年的芭提雅公開賽打入八強。
她的姓氏原本是賀恩（Horn），但因在2000年2月19日嫁給她的教練Tony Huber而改為Huber。

## 外部連結
- 莉泽尔·许贝尔的国际女子网球协会官方資料（英文）
- 莉泽尔·许贝尔的國際網球總會 職業／青少年 官方資料（英文）
- Fed Cup - Player profile - Liezel HUBER (USA) （页面存档备份，存于）
- Huber Tennis Ranch （页面存档备份，存于）
- Liezel's Cause - Helping Victims of Hurricane Katrina and Hurricane Rita （页面存档备份，存于）

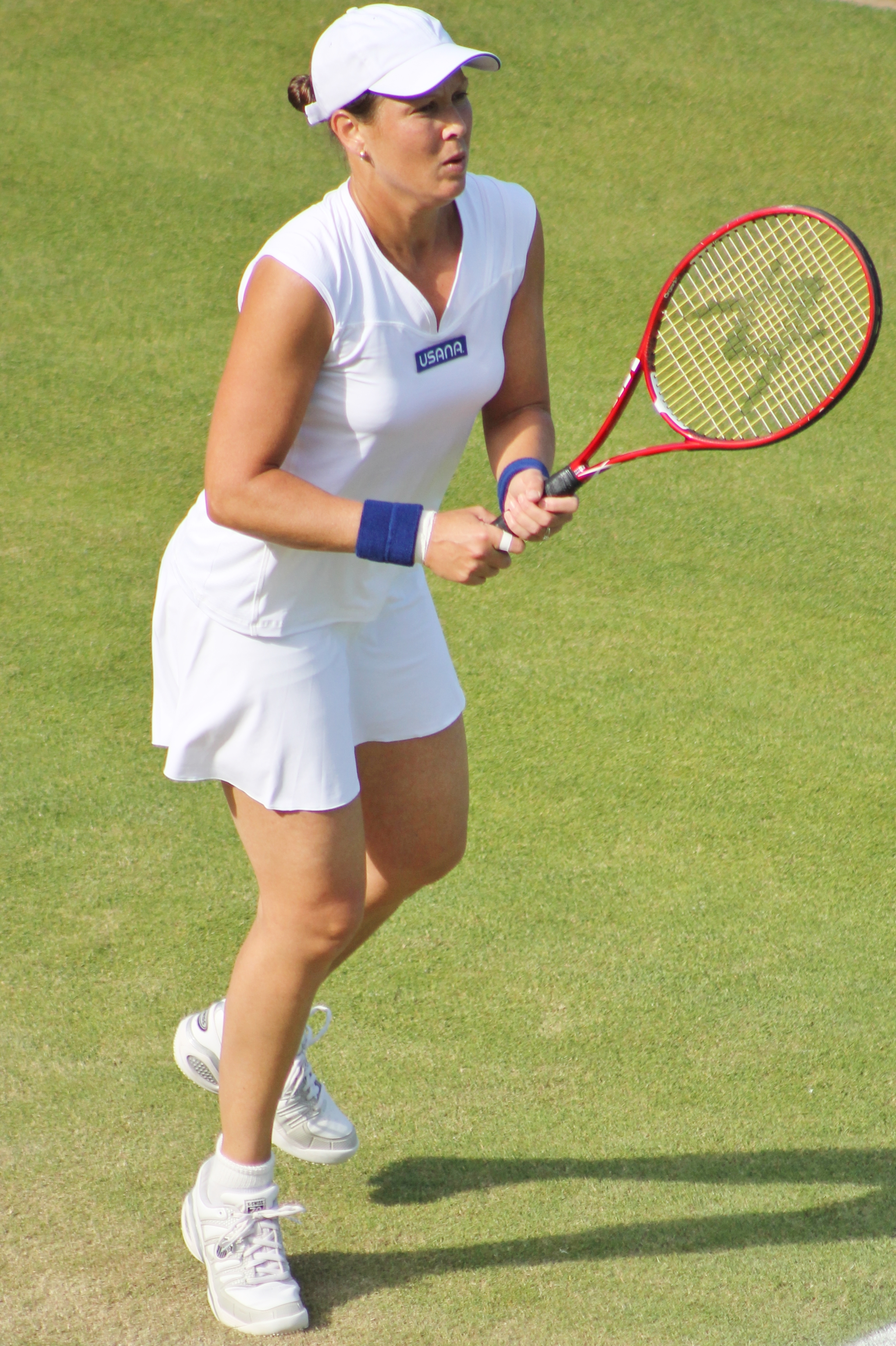
莉泽尔·许贝尔

- Cara Black & Liezel Huber's official site